# Date de la mort de Jésus
Pour un article plus général, voir Mort de Jésus.

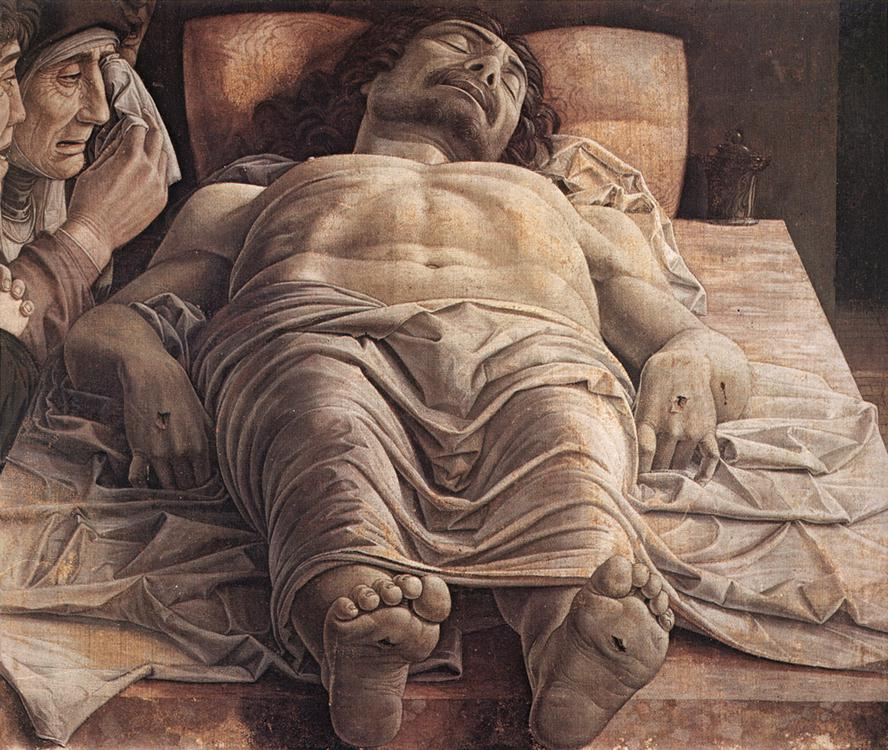
Andrea Mantegna, La Lamentation sur le Christ mort, fin du XVe siècle

La date de la mort de Jésus de Nazareth n'est pas connue avec certitude. Les historiens la situent aujourd'hui généralement vers 30, le plus souvent le vendredi 7 avril 30 ou le vendredi 3 avril 33 (calendrier julien), soit le vendredi 5 avril 30 ou le vendredi 1er avril 33 (calendrier grégorien proleptique) de notre ère. 

## Le problème de la datation
Pour la recherche contemporaine, les dates les plus fréquemment proposées sont le 7 avril 30 et le 3 avril 33 (calendrier julien).
Selon les évangiles canoniques, Jésus est crucifié sous la préfecture en Judée de Ponce Pilate, dont on sait par ailleurs qu'elle dure de 26 à 36. D'autres éléments du Nouveau Testament permettent de réduire la fourchette : l'évangile selon Luc (3:1) indique que Jean le Baptiste commence sa prédication la quinzième année du règne de Tibère, soit vers 28-29, et que celle de Jésus commence peu après. Cette date est corroborée par l'évangile selon Jean (Jean 2:20), selon lequel au début de la prédication de Jésus, il s'est écoulé 46 ans depuis la construction du Temple de Jérusalem, ce qui nous amène en 27-28. La durée de la prédication de Jésus est difficile à préciser, mais va de quelques mois si l'on suit les synoptiques à deux ou trois ans si l'on suit l'évangile de Jean. Certains avancent même une durée du ministère de Jésus de 3 ans et demi. Cette idée rejoint l'idée que Jésus aurait célébré 4 Pâques selon Jean. Par ailleurs, une date tardive est difficilement compatible avec la chronologie de Paul de Tarse tirées des Actes des Apôtres et de ses lettres (en particulier la Lettre aux Galates : « En prenant en compte la datation de Luc pour le début de la prédication de Jean le Baptiste, la période de l'administration de Pilate, et les éléments chronologiques déduits de la chronologie de Paul, la plupart des historiens se contentent de dire que Jésus a été exécuté entre 29 et 33 ».
Les évangiles indiquent que cette exécution a eu lieu un vendredi parce qu'il s'agissait d'un double sabbat, mais pour les synoptiques c'est le lendemain du repas de la Pâque (15 nisan) alors que pour l'évangile de Jean c'est le jour du repas de la Pâque (14 nisan). Les historiens retiennent généralement plutôt la version de Jean, car il semble douteux que le procès et l'exécution de Jésus aient pu se dérouler pendant la Pâque juive. Il est à noter qu'à cette époque-là on disait parfois « la Pâque » pour parler de la fête tout entière, c'est-à-dire le jour de la Pâque suivi de la fête des Gâteaux sans levain (soit 8 jours). Une offrande de paix, volontaire, était faite le jour de la Pâque et une autre obligatoire, le lendemain, 15 Nisan. C'est certainement cette deuxième offrande que les chefs juifs craignaient de ne pouvoir manger sans souillure. Les données astronomiques sur la visibilité de la nouvelle lune permettent de savoir que, dans la fourchette 26-36, les années pour lesquelles il est possible que le 14 nisan tombe un vendredi sont 27, 30, 33 et 36, les années 27 et 36 étant moins probables. Dans la fourchette 29-33, il reste le 7 avril 30 et le 3 avril 33,,,.
Le Talmud de Jérusalem indique que, quarante ans avant la destruction du Temple de Jérusalem, le droit de prononcer les sentences capitales n'était plus accordé aux Israélites, ce qui pose la question du procès de Jésus. En effet, le Sanhédrin n'avait plus à cette époque le pouvoir de prononcer la peine capitale.

## Ouvrages
- Roger T. Beckwith, Calendar and Chronology, Jewish and Christian: Biblical, Intertestamental and Patristic Studies, Brill, 2001
- Raymond E. Brown, La Mort du Messie, Bayard, 2005 (1re éd. 1994)
- Jack Finegan (en), Handbook of Biblical Chronology : Principles of Time Reckoning in the Ancient World and Problems of Chronology in the Bible, Princeton University Press, 1964
- Harold W. Hoehner, « The chronology of Jesus », dans Tom Holmen et Stanley E. Porter, Handbook for the Study of the Historical Jesus, Brill, 2010
- John Paul Meier, Un certain juif : Jésus. Les données de l'histoire, t. I : Les sources, les origines, les dates, Cerf, 2004
- Simon Claude Mimouni, « Questions chronologiques relatives à Jésus », dans Simon Claude Mimouni et Pierre Maraval, Le Christianisme des origines à Constantin, PUF/Nouvelle Clio, 2006
- (en) C. Philipp E. Nothaft, Dating the Passion : The Life of Jesus and the Emergence of Scientific Chronology (200–1600), Brill Academic Publishers, 2011
- George Ogg, The Chronology of the Public Ministry of Jesus, Cambridge University Press, 1940, rééd. 2014
- Brant Pitre, Jesus and the Last Supper, Eerdmans, 2015

## Articles
Helen K. Bond (en) Dating the Death of Jesus: Memory and the Religious Imagination, New Testament Studies,
vol. 59, no. 04, 2013, pp. 461-475. 